# Вяз мелколистный

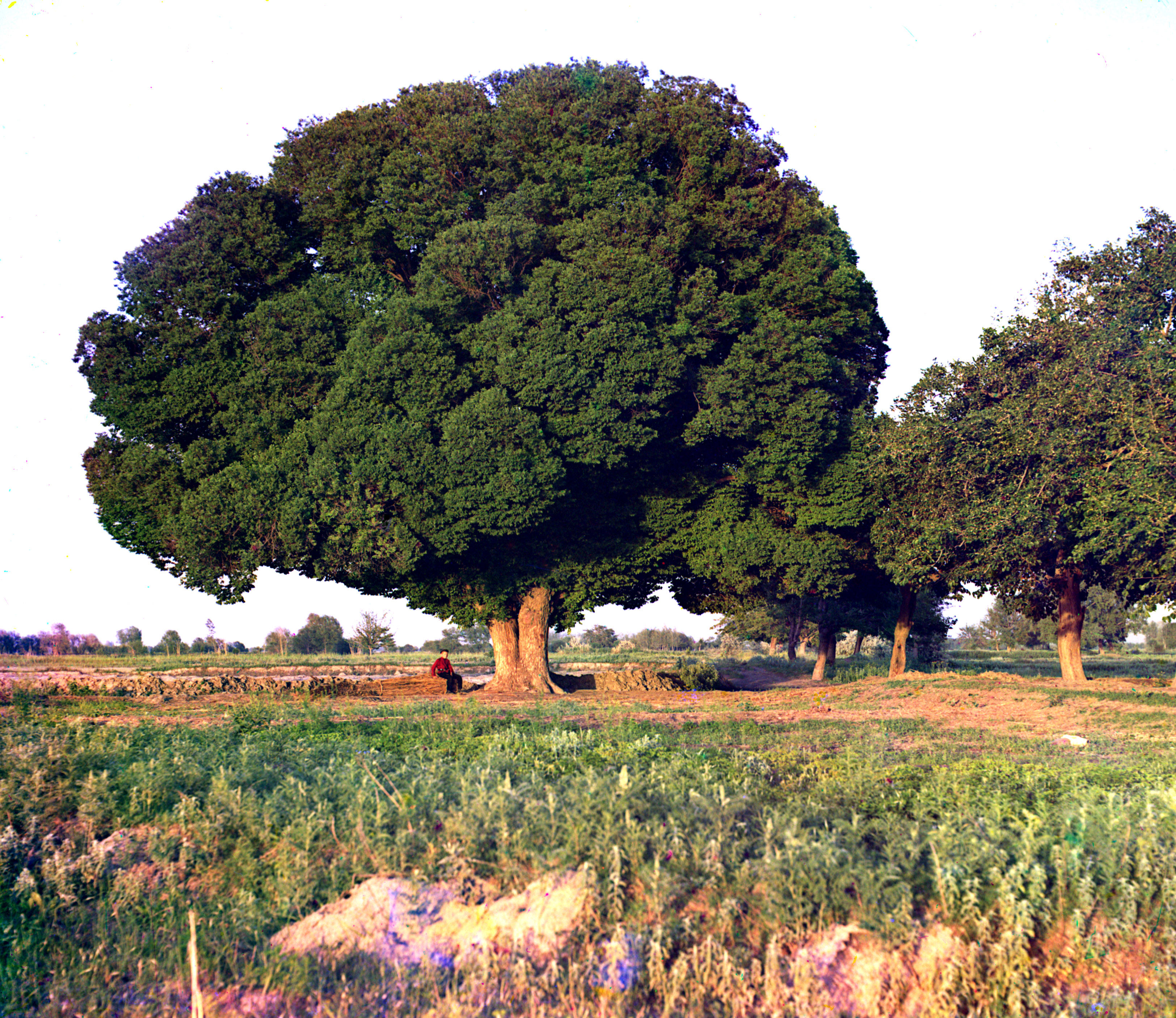
Карагач. Самарканд (1905—1915). Фото С. М. Прокудина-Горского

Вяз мелколистный (карагач) (лат. Ulmus parvifolia) — лиственное дерево, вид рода Вяз (Ulmus) семейства Вязовые (Ulmaceae).
В природе ареал вида охватывает Восточную и Южную Азию. Натурализовался в Северной Америке.

## Ботаническое описание

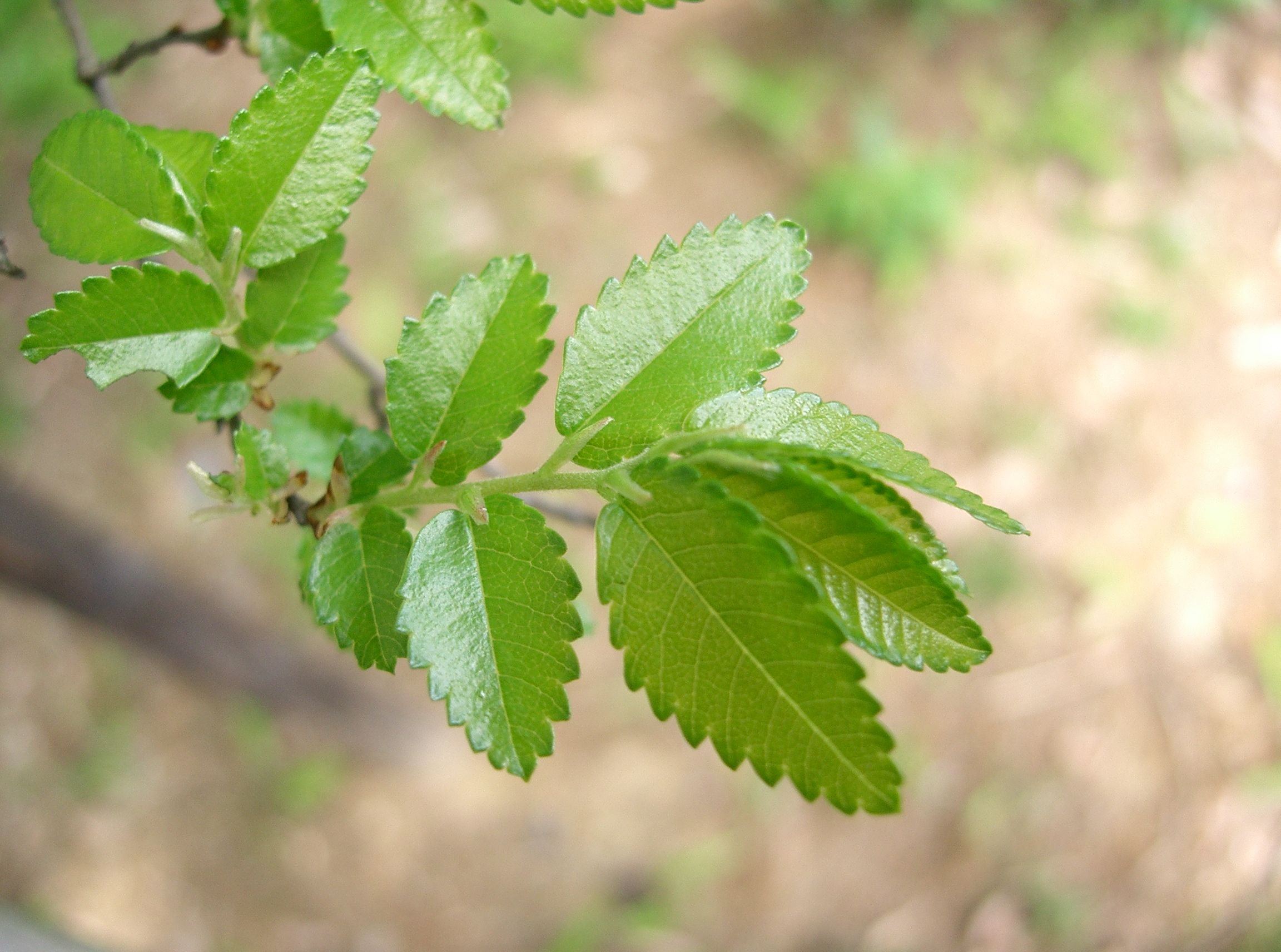
Листья

Дерево высотой 12—15 м, со стволом диаметром до 1 м. Крона густая, шатрообразная. Веточки тонкие, опушённые.
Листья эллиптические, яйцевидные или обратнояйцевидные, длиной 2—5 см, острые или тупые, с неравнобоким основанием, просто зубчатые, сверху гладкие и блестящие, снизу опушённые, в зрелости почти кожистые, на черешках длиной 2—6 мм. В мягком климате листья остаются на деревьях, в более холодных районах дерево становится листопадным.
Плод — овально-эллиптическая крылатка длиной 1 см.
Цветение в марте — апреле. Плодоношение в мае.

## Таксономия
Вид Вяз мелколистный входит в род Вяз (Ulmus) семейства Вязовые (Ulmaceae) порядка Розоцветные (Proteales).
|  |                                      |  |                                                             |                                                             |                   |  | ещё 8 семейств (согласно Системе APG II) | ещё 8 семейств (согласно Системе APG II) |                      |  |  |  | ещё около 40 видов |
|  |                                      |  |                                                             |                                                             |                   |  | ещё 8 семейств (согласно Системе APG II) | ещё 8 семейств (согласно Системе APG II) |                      |  |  |  | ещё около 40 видов |
|  |                                      |  |                                                             | порядок Розоцветные                                         |                   |  |                                          |                                          | род Вяз              |  |  |  |                    |
|  |                                      |  |                                                             | порядок Розоцветные                                         |                   |  |                                          |                                          | род Вяз              |  |  |  |                    |
|  | отдел Цветковые, или Покрытосеменные |  |                                                             |                                                             | семейство Вязовые |  |                                          |                                          | вид Вяз мелколистный |  |  |  |                    |
|  | отдел Цветковые, или Покрытосеменные |  |                                                             |                                                             | семейство Вязовые |  |                                          |                                          |                      |  |  |  |                    |
|  |                                      |  | ещё 44 порядка цветковых растений (согласно Системе APG II) | ещё 44 порядка цветковых растений (согласно Системе APG II) |                   |  |                                          | ещё около 9 родов                        | ещё около 9 родов    |  |  |  |                    |
|  |                                      |  |                                                             | ещё 44 порядка цветковых растений (согласно Системе APG II) |                   |  |                                          |                                          | ещё около 9 родов    |  |  |  |                    |